# Jefferson, Texas
Jefferson là một thành phố thuộc quận Marion, tiểu bang Texas, Hoa Kỳ. Năm 2010, dân số của xã này là 2106 người.

## Dân số
- Dân số năm 2000: 2024 người.
- Dân số năm 2010: 2106 người.